# 玄賓
玄賓（げんぴん、天平6年（734年）- 弘仁9年6月17日（818年7月23日））は、奈良時代から平安時代前期の法相宗の僧。河内国の出身。俗姓は弓削氏。
興福寺の宣教に法相教学を学び、その後伯耆国会見郡に隠棲し、その後備中国哲多郡に移った。805年（延暦24年）桓武天皇の病気平癒を祈願し、翌806年（延暦25年）大僧都に任じられたが玄賓はこれを辞退している。桓武天皇の子嵯峨天皇の信任も厚く、809年（大同4年）招請を受けて嵯峨天皇の兄平城上皇の病気平癒を祈願し、811年（弘仁2年）から7年間夏と冬に慰問の書や布を賜っている。816年（弘仁7年）備中国哲多郡に対し玄賓在世中は庸米に代えて鉄を貢進させ、民衆の負担が軽減された。